# Xianrenqiao (köpinghuvudort i Kina, Jilin Sheng, lat 42,17, long 127,23)
Xianrenqiao är en köpinghuvudort i Kina. Den ligger i provinsen Jilin, i den nordöstra delen av landet, omkring 250 kilometer sydost om provinshuvudstaden Changchun. Antalet invånare är 13 830. Befolkningen består av 6 737 kvinnor och 7 093 män. Barn under 15 år utgör 10,0 %, vuxna 15-64 år 77 %, och äldre över 65 år 11,0 %.
Runt Xianrenqiao är det ganska tätbefolkat, med 52 invånare per kvadratkilometer. Närmaste större samhälle är Songshu, 17,5 km sydväst om Xianrenqiao. I omgivningarna runt Xianrenqiao växer i huvudsak blandskog.
Genomsnittlig årsnederbörd är 1 146 millimeter. Den regnigaste månaden är juli, med i genomsnitt 285 mm nederbörd, och den torraste är januari, med 12 mm nederbörd.